# Leuwimalang
Leuwimalang est une commune indonésienne du  Java occidental, département du Bogor, canton de Cisarua.